# Uyuni (gemeente)
Uyuni is een gemeente (municipio) in de Boliviaanse provincie Antonio Quijarro in het departement Potosí. De gemeente telt naar schatting 36.900 inwoners (2018). De hoofdplaats is Uyuni met ongeveer 10.000 inwoners.

## Indeling
De gemeente bestaat uit de volgende kantons:
- Cantón Chacala
- Cantón Coroma
- Cantón Huanchaca
- Cantón Pulacayo
- Cantón Uyuni